# Francisco de la Maza Chadwick
Francisco Javier de la Maza Chadwick (Santiago, 25 de junio de 1957) es un constructor civil, empresario y político chileno, militante de la Unión Demócrata Independiente. Entre 2000 y 2016 se desempeñó como alcalde de la comuna de Las Condes.

## Biografía

### Familia y estudios
Hijo de Francisco Javier de la Maza Lavandero y Patricia Chadwick Mery. Nieto paterno de Francisco Javier de la Maza Risopatrón y María Lavandero Eyzaguirre; y nieto materno de Roberto Chadwick Valdés y Adriana Mery Valdivia; y su abuelo materno era hermano de Herman y Tomás Chadwick Valdés.
Realizó su educación básica en el The Grange School y la educación media en el Saint George's College. Posteriormente estudió construcción civil en la Pontificia Universidad Católica de Chile (PUC), desde donde egresó en 1982.
Actualmente está casado con María José Martínez Roca y tiene 8 hijos de tres matrimonios anteriores. 

### Actividad empresarial
En su juventud se desempeñó como empresario agricultor y ganadero en la región de la Araucanía, particularmente en los negocios de su familia. Actualmente es dueño del 4% de la sociedad Agrícola Los Puquios Limitada, propietaria de los fundos El Avellano y Buchacura de Victoria, y de la Agrícola De la Maza Chadwick.
Luego de egresar de la universidad, ingresó al negocio de la construcción en 1982, con la creación de la sociedad Serco, junto con su compañero de universidad Andrés Ugarte. En 1984 Serco se fusionó con Ingeniería, Arquitectura y Construcción (INARCO), que era dirigida por Aníbal Ovalle, Fernando García Huidobro y René Joglar. La empresa —que mantuvo el nombre de INARCO— dirigió la construcción de dos proyectos para Agrosuper, una planta de cerdos en Doñihue, y una planta de cecinas ubicada en la Ruta 68.
En 1988 De la Maza, Joglar y Ugarte salieron de INARCO, pues deseaban enfocarse en el negocio inmobiliario, y crearon al año siguiente la Constructora Santa Teresa, de la cual De la Maza posee el 28,33%. Tras iniciar su carrera en política, se convirtió en accionista pasivo y fue reemplazado por Hugo Valdés.
Además es director de la Fundación Educación Empresa (desde 1994) y del Colegio San Francisco Javier de Huechuraba (desde 1997), institución educacional de la cual tiene el 17% de la propiedad a través de Inversiones Victoria.

## Carrera política
En su paso por la universidad, fue jefe por la Federación de Estudiantes (FEUC) del campus San Joaquín en 1980. En 1989 fue jefe de campaña del candidato a senador Jaime Orpis para las elecciones parlamentarias de ese año, tras lo cual se integró al partido Unión Demócrata Independiente (UDI).
En 1992 se presentó como candidato en las elecciones municipales por la comuna de Las Condes, siendo elegido concejal para el periodo 1992-1996, y en 1996 fue reelegido para el periodo 1996-2000. En 1999 fue jefe de la campaña de Joaquín Lavín Infante para la elección presidencial de ese año.
En 2000 se presentó por tercera vez a una elección municipal por Las Condes, pero esta vez resultó elegido alcalde, cargo en que fue reelegido los años 2004, 2008 y 2012. En 2005 repitió como líder de campaña para la segunda candidatura presidencial de Joaquín Lavín.
El 30 de marzo de 2012 asumió como vicepresidente de la UDI, cargo al que renunció el 30 de marzo de 2015. En 2013 fue jefe de campaña de Pablo Longueira para las primarias presidenciales de la Alianza.
El 25 de julio de 2016, a horas de finalizar la inscripción de candidatos para las elecciones municipales, se anunció que no repostularía como alcalde para evaluar levantar una candidatura presidencial por la UDI en 2017. En su lugar, Joaquín Lavín asumió como abanderado de Chile Vamos al municipio.

## Historial electoral

### Elecciones municipales de 1992
- Elecciones municipales de 1992, para la alcaldía de Las Condes[8]

(Se considera a los candidatos que resultaron elegidos para el Concejo Municipal)
| Candidato                     | Pacto                          | Partido | Votos  | %     | Resultado |
| ----------------------------- | ------------------------------ | ------- | ------ | ----- | --------- |
| Joaquín Lavín Infante         | Participación y Progreso       | UDI     | 34 234 | 31,06 | Alcalde   |
| Raúl Torrealba del Pedregal   | Participación y Progreso       | RN      | 14 715 | 13,35 | Concejal  |
| Esteban Tomic Errázuriz       | Concertación por la Democracia | PDC     | 14 554 | 13,21 | Concejal  |
| Ana María Illanes Oliva       | Participación y Progreso       | RN      | 10 000 | 9,07  | Concejal  |
| Florencio Ceballos Bustos     | Concertación por la Democracia | PDC     | 5423   | 4,92  | Concejal  |
| José Antonio Gómez Urrutia    | Concertación por la Democracia | PRSD    | 4748   | 4,31  | Concejal  |
| María de la Luz Herrera Cruz  | Participación y Progreso       | UDI     | 1829   | 1,66  | Concejal  |
| Francisco de la Maza Chadwick | Participación y Progreso       | Ind.    | 616    | 0,56  | Concejal  |

### Elecciones municipales de 1996
- Elecciones municipales de 1996, para la alcaldía de Las Condes[9]

(Se considera a los candidatos que resultaron elegidos para el Concejo Municipal)
| Candidato                     | Pacto                    | Partido | Votos  | %     | Resultado |
| ----------------------------- | ------------------------ | ------- | ------ | ----- | --------- |
| Joaquín Lavín Infante         | Unión por Chile          | UDI     | 86 702 | 77,76 | Alcalde   |
| Esteban Tomic Errázuriz       | Concertación Democrática | DC      | 5538   | 4,97  | Concejal  |
| Ana María Illanes Oliva       | Unión por Chile          | RN      | 2224   | 1,99  | Concejal  |
| Carlos Larraín Peña           | Unión por Chile          | Ind-RN  | 1642   | 1,47  | Concejal  |
| María de la Luz Herrera Cruz  | Unión por Chile          | Ind-UDI | 527    | 0,47  | Concejal  |
| Juan Antonio Peribonio Poduje | Unión por Chile          | RN      | 241    | 0,22  | Concejal  |
| Francisco de la Maza Chadwick | Unión por Chile          | Ind-UDI | 202    | 0,18  | Concejal  |
| Mauricio Camus Valverde       | Unión por Chile          | Ind-UDI | 97     | 0,09  | Concejal  |

### Elecciones municipales de 2000
- Elecciones municipales de 2000, por la alcaldía de Las Condes[10]

| Candidato                     | Pacto                    | Partido | Votos  | %     | Resultado |
| ----------------------------- | ------------------------ | ------- | ------ | ----- | --------- |
| Francisco de la Maza Chadwick | Alianza                  | UDI     | 66 782 | 57,68 | Alcalde   |
| Carlos Larraín Peña           | Alianza                  | Ind-RN  | 20 674 | 17,86 | Concejal  |
| Julio Montt Momberg           | Concertación Democrática | DC      | 13 011 | 11,24 | Concejal  |
| Isidoro Gorodischer Rapaport  | Concertación Democrática | PPD     | 6519   | 5,63  | Concejal  |
| Jaime Ahumada Pacheco         | Concertación Democrática | PS      | 2927   | 2,53  |           |
| Josefina Escanilla            | La Izquierda             | PC      | 1631   | 1,41  |           |
| Jorge Chocair Santibañez      | Concertación Democrática | PR      | 1187   | 1,03  |           |
| María Herrera Cruz            | Alianza                  | UDI     | 1153   | 1,00  | Concejal  |
| Juan Antonio Peribonio Poduje | Alianza                  | RN      | 1010   | 0,87  | Concejal  |
| Paul Krohmer Kramer           | Alianza                  | RN      | 499    | 0,43  | Concejal  |
| Mauricio Camus Valverde       | Alianza                  | UDI     | 378    | 0,33  | Concejal  |

### Elecciones municipales de 2004
- Elecciones municipales de 2004, por la alcaldía de Las Condes[11]

| Candidato                     | Pacto                    | Partido | Votos  | %     | Resultado |
| ----------------------------- | ------------------------ | ------- | ------ | ----- | --------- |
| Francisco de la Maza Chadwick | Alianza                  | UDI     | 75 034 | 71,55 | Alcalde   |
| Jorge Cash Boizard            | Concertación Democrática | DC      | 24 930 | 23,77 |           |
| Juan Cuevas Moya              | Juntos Podemos           | PC      | 4900   | 4,67  |           |

### Elecciones municipales de 2008
- Elecciones municipales de 2008, por la alcaldía de Las Condes[12]

| Candidato                     | Pacto                    | Partido | Votos  | %     | Resultado |
| ----------------------------- | ------------------------ | ------- | ------ | ----- | --------- |
| Francisco de la Maza Chadwick | Alianza                  | UDI     | 84 625 | 76,16 | Alcalde   |
| Jorge Cash Sáez               | Concertación Democrática | DC      | 18 905 | 17,01 |           |
| Joaquín Arduengo Narego       | Juntos Podemos Más       | PH      | 7585   | 6,83  |           |

### Elecciones municipales de 2012
- Elecciones municipales de 2012, por la alcaldía de Las Condes[13]

| Candidato                     | Pacto                          | Partido | Votos  | %     | Resultado |
| ----------------------------- | ------------------------------ | ------- | ------ | ----- | --------- |
| Francisco de la Maza Chadwick | Coalición                      | UDI     | 64 609 | 74,32 | Alcalde   |
| Santiago Albornoz Pollmann    | Concertación Democrática       | DC      | 17 047 | 19,61 |           |
| Lucas Blaset Pérez            | Regionalistas e Independientes | Ind.    | 5275   | 6,07  |           |